# Marián Klago
Marián Klago (* 6. července 1971, Čadca) je bývalý slovenský fotbalista, útočník.

## Fotbalová kariéra
S fotbalem začal v Korňi. Později vystřídal kluby jako FK Čadca, FK Slovan Levice, FK Dukla Banská Bystrica, Spartak Trnava, FC Union Cheb, FC Slovan Liberec, Kaučuk Opava, Bohemians Praha, Stavo Artikel Brno, FK AS Trenčín a MŠK Žilina. V československé a české lize nastoupil ke 131 utkáním a dal 14 gólů. Profesionální kariéru ukončil v roce 2004.

## Trenérská kariéra
Po skončení aktivní kariéry trénoval Kysucké Nové Mesto a FK Čadca.

## Osobní život
Postavil si pizzerii v Turzovce.